# 襄阳市图书馆
襄阳市图书馆是湖北省襄阳市的一所公共图书馆。1953年10月建于襄城区十字街昭明台，1999年搬到檀溪路169号，2012年9月开始建新馆。该馆建筑面积6100平方米，设图书外借部、报刊阅览部、采编部、科技部、辅导部。有面积为1000米的7个阅览室，有藏书40多万种。设有学术报告厅、视听室、缩微音像资料室等电子化设施。举办有“汉江讲坛”、“小诸葛读书会”、“市民大讲堂”、“中华诗词讲座”等公益讲座。有胡绳藏书馆、地方文献馆、文史资料馆、三国馆等文献保存机构，重点收藏三国、汉水文化相关文献。被评为国家一级图书馆、第四批国家古籍重点保护单位。

## 延伸阅读
- 李耀华主编. 谋求新跨越 湖北省公共图书馆事业建设与发展研究. 北京：国家图书馆出版社, 2012.12.